# Klaus-Dieter Neubert
Klaus-Dieter Neubert (22 de noviembre de 1949) es un deportista de la RDA que compitió en remo como timonel.
Participó en dos Juegos Olímpicos de Verano en los años 1968 y 1972, obteniendo una medalla de oro en Múnich 1972 en la prueba de dos con timonel. Ganó una medalla de plata en el Campeonato Mundial de Remo de 1974 y dos medallas en el Campeonato Europeo de Remo, oro en 1971 y plata en 1973.

## Palmarés internacional
| Juegos Olímpicos   | Juegos Olímpicos       | Juegos Olímpicos | Juegos Olímpicos |
| Año                | Lugar                  | Medalla          | Prueba           |
| ------------------ | ---------------------- | ---------------- | ---------------- |
| 1972               | Múnich (RFA)           | Medalla de oro   | Dos con timonel  |
| Campeonato Mundial |                        |                  |                  |
| Año                | Lugar                  | Medalla          | Prueba           |
| 1974               | Lucerna (Suiza)        | Medalla de plata | Dos con timonel  |
| Campeonato Europeo |                        |                  |                  |
| Año                | Lugar                  | Medalla          | Prueba           |
| 1971               | Copenhague (Dinamarca) | Medalla de oro   | Dos con timonel  |
| 1973               | Moscú (URSS)           | Medalla de plata | Dos con timonel  |